# Juan Ojeda (poeta)
Juan Ruperto Ojeda Ojeda (Chimbote, 24 de marzo de 1944, - Lima, 11 de noviembre de 1974) fue un poeta peruano.

## Biografía
Fue hijo de Víctor Ojeda Chávez y Josefina Ojeda Díaz, ambos naturales de Arequipa. Estudió la primaria en una escuela fiscal de Chimbote y la secundaria en la G.U.E. Colegio San Pedro de Chimbote. Ingresó en 1962 a la facultad de letras y ciencias humanas de la Universidad Nacional Mayor de San Marcos, estudiando filosofía y paralelamente fue estudiante libre de la Escuela de Bellas Artes. En la universidad conoció a otros poetas con quienes fundó la revista Piélago.
En 1965 obtuvo la primera Mención Honrosa en el Segundo Concurso "El Poeta Joven del Perú" (1965), con el seudónimo de "Dedaluz" y su poemario Elogio de los navegantes, escrito entre los 19 y 21 años de edad. Al año siguiente inicia un periplo por Colombia, Brasil, Argentina y Bolivia. Entre los años 1971 y 1972 dicta conferencias y participa de la vida cultural.
Cursaba el segundo año en la Escuela de Bibliotecarios de la Biblioteca Nacional del Perú cuando decidió autoexiliarse.
El 11 de noviembre de 1974, se lanzó bajo las ruedas de un auto en la cuadra 23 de la avenida Arequipa, en Lima, muriendo a los treinta años de edad.

## Obra
Publicado en vida:
- 1963. Ardiente sombra
- 1966. Elogio de los navegantes
- 1970. Recital
- 1972. Eleusis

Obra póstuma:
- 1986. Arte de navegar